# Mike Stone (produttore discografico)
Mike Stone, detto Clay (1951 – maggio 2002), è stato un produttore discografico britannico, conosciuto per la sua collaborazione con Queen, Blue Öyster Cult, Foreigner, Journey, Kiss, Lou Reed, Whitesnake ed altri.

## Biografia
Stone iniziò la sua carriera come ingegnere assistente di registrazione presso gli Abbey Road Studios di Londra, in Inghilterra, avendo avuto anche l'opportunità di lavorare per alcune sessioni dell'album dei The Beatles Beatles for Sale. Poi cominciò a lavorare ai Trident Studios. Come assistente, cominciò ad essere riconosciuto e a venire chiamato più spesso per alcune sessioni di registrazione.
Nei primi anni settanta, cominciò una stretta e lunga collaborazioni con i Queen, divenendo protagonista dell'incisione di Bohemian Rhapsody. Nei primi anni ottanta invece produsse numerosi album degli Asia e dei Journey. Mike ha mantenuto comunque uno stretto rapporto con i Queen, divenendo responsabile del re-mastering del loro catalogo, fino a quando morì, nel 2002.

## Parziale discografia
- 1971 Genesis - Nursery Cryme, Tape jockey
- 1973 Queen - Queen, ingegnere del suono
- 1974 Queen - Queen II, ingegnere del suono
- 1974 Queen - Sheer Heart Attack, ingegnere del suono
- 1975 Queen - A Night at the Opera, Engineer
- 1976 Queen - A Day at the Races, ingegnere del suono, corista
- 1977 Queen - News of the World, ingegnere del suono, co-produttore
- 1978 Peter Criss - Peter Criss, ingegnere del suono[1]
- 1978 Paul Stanley - Paul Stanley, mixatore[1]
- 1979 New England - New England, produttore, ingegnere del suono[1]
- 1979 Shoes - Present Tense, produttore, ingegnere del suono[1]
- 1981 Journey - Escape, produttore
- 1981 April Wine - The Nature of the Beast, ingegnere del suono, co-produttore [1]
- 1981 April Wine - Live in London, Co-mixatore
- 1982 Asia - Asia, produttore
- 1982 April Wine - Power Play, co-produttore
- 1983 Asia - Alpha, produttore
- 1983 April Wine - Animal Grace, co-produttore
- 1983 Journey - Frontiers, produttore
- 1984 Tommy Shaw - Girls with Guns, produttore[1]
- 1985 April Wine - One for the Road, produttore
- 1986 Journey - Raised on Radio, produttore
- 1987 Whitesnake - Whitesnake, produttore
- 1987 Helix - Wild in the Streets, co-produttore[1]
- 1988 Ratt - Reach for the Sky, co-produttore[1]
- 1995 Foreigner - Mr. Moonlight, co-produttore, ingegnere del suono
- 1996 Ten - Ten, co-produttore, mixatore[1]
- 1996 Ten - The Name of the Rose, co-produttore, mixatore
- 1997 Ten - The Robe, Mixatore